# تاودانوست (إمليل)
تاودانوست هي إحدى مشيخات المملكة المغربية، تتبع جغرافيا لإقليم أزيلال وإداريًا لإمليل. يقدر عدد سكانها بـ 3702 نسمة حسب الإحصاء الرسمي للسكان والسكنى لسنة 2004.